# Pentaeritritol tetranitrat
Pentaeritritol tetranitrat (PETN), poznat i kao PENT, PENTA, (PENTA, prvenstveno se koristi na ruskom) TEN, corpent ili pentrit (ili, retko i prvenstveno na nemačkom, kao nitropenta), je eksplozivan materijal, koje sadrži 5 atoma ugljenika i ima molekulsku masu od 316,137 . To je nitratni estar pentaeritritola i po strukturi je veoma sličan nitroglicerinu. PETN je veoma moćan eksplozivni materijal sa relativnim faktorom efikasnosti od 1.66. Kada se pomeša sa plastifikatorom , PETN formira plastični eksploziv. Zajedno sa RDX je glavni sastojak Semteksa i C-4.
PETN se takođe koristi kao vazodilatator za lečenje određenih srčanih stanja, kao što je lečenje angine pektoris.

## Istorija
Pentaeritritol tetranitrat je prvi put pripremio i patentirao 1894. godine proizvođač eksploziva Rheinisch-Vestfalische Sprengstoff AG iz Kelna, Nemačka. Proizvodnja PETN-a je počela 1912. godine, kada je nemačka vlada patentirala poboljšani način proizvodnje. PETN je koristila nemačka vojska u Prvom svetskom ratu. Takođe je korišćen u autotopovima MG FF/M i mnogim drugim sistemima naoružanja Luftvafea u Drugom svetskom ratu, posebno u visokoeksplozivnoj minskoj granati.

## Svojstva
PETN je praktično nerastvorljiv u vodi (0,01 g/100 mL na 50 °C), slabo rastvorljiv u uobičajenim nepolarnim rastvaračima kao što su alifatični ugljovodonici (kao što je benzin) ili tetrahlorometan, ali rastvorljiv u nekim drugim organskim rastvaračima, posebno u acetonu (oko 15 g /100 g rastvora na 20 °C, 55 g/100 g na 60 °C) i dimetilformamid (40 g/100 g rastvora na 40 °C, 70 g/100 g na 70 °C). PETN formira eutektičke smeše sa nekim tečnim ili rastopljenim aromatičnim nitro jedinjenjima, npr. trinitrotoluenom (TNT) ili tetrilom. Zbog sterične smetnje susednog dela sličnog neopentilu, PETN je otporan na napade mnogih hemijskih reagensa; ne hidrolizuje u vodi na sobnoj temperaturi ili u slabijim alkalnim vodenim rastvorima. Voda na 100 °C ili više izaziva hidrolizu do dinitrata; prisustvo 0,1% azotne kiseline ubrzava reakciju.
Hemijska stabilnost PETN-a je od interesa, zbog prisustva PETN-a u oružju koje stari. Neutronsko zračenje razgrađuje PETN, proizvodeći ugljen-dioksid i nešto pentaeritritol dinitrata i trinitrata . Gama zračenje povećava osetljivost na termičku razgradnju PETN-a, snižava tačku topljenja za nekoliko stepeni Celzijusa i izaziva bubrenje uzoraka. Kao i drugi nitratni estri, primarni mehanizam degradacije je gubitak azot-dioksida; ova reakcija je autokatalitička. Studije koje su rađene dobile su natermičku razgradnju PETN-a.
U životnoj sredini, PETN se podvrgava biorazgradnji. Neke bakterije denitriraju PETN do trinitrata, a zatim dinitrata, koji se zatim dalje razgrađuje. PETN ima nisku isparljivost i nisku rastvorljivost u vodi, te stoga ima nisku bioraspoloživost za većinu organizama. Njegova toksičnost je relativno niska, a čini se da je i njegova transdermalna apsorpcija niska. Predstavlja pretnju za vodene organizme. Gvožđem se može razgraditi do pentaeritritola.

## Osobine
| Osobina                  | Vrednost |
| ------------------------ | -------- |
| Broj akceptora vodonika  | 12       |
| Broj donora vodonika     | 0        |
| Broj rotacionih veza     | 12       |
| Particioni koeficijent ( | 7,5      |
| Rastvorljivost (logS, log(mol/L))       | -4,7     |
| Polarna površina (PSA, Å2)  | 220,2    |

## Proizvodnja
Proizvodnja se odvija reakcijom pentaeritritola sa koncentrovanom azotnom kiselinom da bi se formirao precipitat koji se može rekristalisati iz acetona da bi se dobili obradivi kristali.
Varijacije metode prvi put objavljene u američkom patentu 2,370,437 od strane Acken i Viverberg (1945. do Du Pont) čine osnovu sve trenutne komercijalne proizvodnje.
PETN proizvode brojni proizvođači kao prah, ili zajedno sa nitrocelulozom i plastifikatorom kao tanke plastificirane ploče (npr. Primasheet 1000 ili Detasheet). Ostaci PETN-a se lako mogu otkriti u kosi ljudi koji njime rukuju. Najveće zadržavanje ostataka je na crnoj kosi; neki ostaci ostaju čak i nakon pranja.
Pentaeritritol se dobija od acetaldehida dejstvom formaldehida u prisustvu krečnog mleka (ili takođe NaOH). Po završetku reakcije dodaje se sumporna kiselina, a kalcijum sulfat se filtrira. Proizvod je koncentrovan i rekristalizovan iz vodenog rastvora.
Osnova proizvodnje je direktna esterifikacija pentaeritritol alkohola sa azotnom kiselinom prema jednačini:
C(CH2OH)4 + 4HNO3 → C(CH2ONO2)4 + 4H2O
Koristi se visokokoncentrovana azotna kiselina sa koncentracijom od oko 98%. Reakcija se izvodi postepenim doziranjem alkohola u azotnu kiselinu uz stalno intenzivno hlađenje tako da temperatura reakcione smeše ne prelazi 25 °C. Po završetku reakcije, smeša se sipa u hladnu vodu, gde se pentrit taloži u obliku malih belih kristala, filtrira, ispere vodom i vrelim rastvorom natrijum karbonata do alkalne reakcije. Nakon filtriranja iz mašine za pranje veša, vlažni sirovi pentrit se rastvori u zagrejanom acetonu sa malim dodatkom natrijum karbonata. Rastvor se filtrira i postepeno razblaži vodom u nekoliko koraka i zagreva do 100 °C, dok se čisti pentrit izlučuje. Pare acetona se ekstrahuju i recikliraju.
Nakon rekristalizacije pentrit se flegmatizuje montan voskom – u flegmatizator se postepeno dodaju voda zagrejana na 85 °C, pentrit, boja i vosak. Sadržaj se meša oko 10 minuta, zatim ohladi na 70 °C i filtrira. Nakon filtriranja, ispira se hladnom vodom i suši u rerni sa vrelim vazduhom na 70 °C. Pri tome se prosejava nekoliko puta.
Neflegmatizovani pentrit za proizvodnju mešanih eksploziva ostavlja se sa sadržajem vode od oko 10% i tako se prerađuje.

## Upotreba eksploziva
Najčešća upotreba PETN-a je kao eksploziv sa visokim sjajem. Teže je detonirati od primarnih eksploziva , tako da njegovo ispuštanje ili paljenje obično neće izazvati eksploziju (pri atmosferskom pritisku teško se zapali i relativno sporo gori), ali je osetljiviji na udar i trenje od drugih sekundarnih eksploziva kao što je npr. TNT ili tetril. Pod određenim uslovima može doći do prelaska deflagracije u detonaciju.
Retko se koristi sam, ali se prvenstveno koristi u pojačivačima i rasprskavajućim punjenjima municije malog kalibra, u drugim nekim punjenjima detonatora u nekim nagaznim minama i granatama, i kao eksplozivno jezgro detonacionog kabla. PETN je najmanje stabilan od uobičajenih vojnih eksploziva, ali može da se skladišti bez značajnog propadanja duže od nitroglicerina ili nitroceluloze.
Tokom Drugog svetskog rata, PETN je najvažnije korišćen u eksplozivnim detonatorima za atomske bombe. Ovi detonatori sa eksplodirajućim mostom dali su precizniju detonaciju u poređenju sa primakordom. PETN je korišćen za ove detonatore jer je bio bezbedniji od primarnih eksploziva poput olovnog azida: iako je bio osetljiv, ne bi detonirao ispod granične količine energije. Eksplodirajuće žice za mostove koje sadrže PETN i dalje se koriste u sadašnjem nuklearnom oružju. U detonatorima varnica, PETN se koristi da bi se izbegla potreba za primarnim eksplozivom; energija potrebna za uspešno direktno pokretanje PETN-a električnom varnicom kreće se između 10–60 mJ.
Njegove osnovne karakteristike eksplozije su:
- Brzina detonacije: 8350 m/s (1,73 g/cm³), 7910 m/s (1,62 g/cm³), 7420 m/s (1,5 g/cm³), 8500 m/s (presovano u čeličnoj cevi)
- Količina proizvedenih gasova: 790 dm³/kg (ostala vrednost: 768 dm³/kg)
- Temperatura eksplozije: 4230 °C
- Balans kiseonika: −6,31 atom -g/kg
- Tačka topljenja: 141,3 °C (čisto), 140–141 °C (tehničko)
- Trauzl test olovnog bloka: 523 cm³ (ostale vrednosti: 500 cm³ kada je zapečaćen peskom, ili 560 cm³ kada je zapečaćen vodom)
- Kritični prečnik (minimalni prečnik štapa koji može da izdrži širenje detonacije): 0,9 mm za PETN pri 1 g/cm³, manji za veće gustine (druga vrednost: 1,5 mm)

### Korišćenje smeša ili Kompozicija u PETN
PETN se koristi u brojnim kompozicijama. To je glavni sastojak plastičnog eksploziva Semteks. Takođe se koristi kao komponenta pentolita, mešavine 50/50 sa TNT-om. Ekstrudirajući eksploziv KSTKS8003, koji se koristi u nuklearnim bojevim glavama V68 i V76, je mešavina 80% PETN-a i 20% Silgard 182, silikonske gume. Često se flegmatizuje dodavanjem 5–40% voska ili polimerima (proizvodeći eksplozive vezane za polimere); u ovom obliku se koristi u nekim topovskim granatama kalibra do 30 mm, iako je neprikladan za veće kalibre. Takođe se koristi kao komponenta nekih goriva za topove i čvrstih raketnih goriva. Neflegmatizovani PETN se skladišti i rukuje sa približno 10% sadržaja vode. PETN se sam po sebi ne može liveti jer se eksplozivno raspada malo iznad svoje tačke topljenja, ali se može mešati sa drugim eksplozivima da bi se formirale smeše koje se mogu liveti.
PETN se može pokrenuti laserom. Impuls sa trajanjem od 25 nanosekundi i 0,5–4,2 džula energije iz rubin lasera sa preklopnim K može pokrenuti detonaciju PETN površine obložene aluminijumskim slojem debljine 100 nm za manje od polovine mikrosekunde.
PETN je u mnogim primenama zamenjen RDX, koji je termički stabilniji i ima duži rok trajanja. PETN se može koristiti u nekim tipovima ram akceleratora. Zamena centralnog atoma ugljenika silicijumom proizvodi Si-PETN, koji je izuzetno osetljiv.

### Teroristička upotreba
1989: Deset kilograma PETN-a upotrebljeno je u bombardovanju sinagoge u Parizu.
1983: 307 ljudi je ubijeno nakon što je kamion bomba punjena PETN detonirana u kasarni u Bejrutu.
1983: kuća "Maison de France" u Berlinu dovedena je do skoro potpunog kolapsa detonacijom 24 kg (53 lb) PETN-a od strane teroriste Johanesa Vajnriha.
1999: Alfred Heinz Reumair je koristio PETN kao glavno punjenje za svojih četrnaest improvizovanih eksplozivnih naprava koje je konstruisao u osujećenom pokušaju da ošteti sistem cevovoda Trans-Aljaske.
2001: član Al Kaide Ričard Rid, „bombaš cipela“, koristio je PETN u đonu svoje cipele u svom neuspešnom pokušaju da digne u vazduh let 63 American Airlinesa iz Pariza za Majami. Nameravao je da koristi čvrsti triaceton triperoksid (TATP) kao detonator.
2009: PETN je korišćen u pokušaju Al-Kaide na Arapskom poluostrvu da ubije zamenika ministra unutrašnjih poslova Saudijske Arabije, princa Muhameda bin Najefa, od strane saudijskog bombaša samoubice Abdulaha Hasana al Asirija. Cilj je preživeo, a bombaš je poginuo u eksploziji. PETN je bio sakriven u rektumu bombaša, što su stručnjaci za bezbednost opisali kao novu tehniku.
2009: Dana 25. decembra 2009, PETN je pronađen u donjem vešu Umara Faruka Abdulmutalaba, „bombaša za donje rublje“, Nigerijca koji je povezan sa Al Kaidom na Arapskom poluostrvu. Prema američkim zvaničnicima za sprovođenje zakona, on je pokušao da digne u vazduh na letu 253 kompanije Northvest Airlines dok se približavao Detroitu iz Amsterdama. Abdulmutalab je pokušao, bezuspešno, da detonira približno 80 grama (2,8 oz) PETN-a ušivenog u njegov donji veš dodavanjem tečnosti iz šprica; međutim, izbio je samo mali požar.
2010: U zaveri Al-Kaide na Arapskom poluostrvu u oktobru 2010. godine, dva kertridža za štampač punjena PETN-om pronađena su na aerodromu East Midlands u Dubaiju na letovima za SAD na osnovu obaveštajne dojave. Oba paketa su sadržavala sofisticirane bombe skrivene u kertridžima za kompjuterske štampače punjene PETN-om. Bomba pronađena u Engleskoj sadržala je 400 grama (14 oz) PETN-a, a ona pronađena u Dubaiju 300 grama (11 oz) PETN-a. Hans Mihels, profesor bezbednosnog inženjerstva na Univerzitetskom koledžu u Londonu, rekao je za novine da bi 6 grama (0,21 oz) PETN-a — „oko 50 puta manje nego što je korišćeno — bilo dovoljno da se probije rupa u metalnoj ploči dvostruko većoj od debljine kože aviona“. Nasuprot tome, prema eksperimentu koji je sproveo dokumentarni tim Bi-Bi-Sija koji je osmišljen da simulira Abdulmutalabovo bombardovanje na Božić, koristeći avion Boing 747, čak ni 80 grama PETN-a nije bilo dovoljno da materijalno ošteti trup.
2017: Dana 12. jula 2017, 150 grama PETN-a pronađeno je u Skupštini Utar Pradeša, najmnogoljudnijoj državi Indije.

### Detekcija
Nakon terorističkih zavera PETN bombi, članak u časopisu Scientific American navodi da je PETN teško otkriti jer ne isparava lako u okolni vazduh. Los Anđeles tajms je u novembru 2010. primetio da nizak pritisak pare PETN-a otežava otkrivanje psima koji njuškaju bombe.
Mnoge tehnologije se mogu koristiti za detekciju PETN-a, uključujući hemijske senzore, rendgenske zrake, infracrvene, mikrotalasne i terahercne, od kojih su neke implementirane u javne aplikacije za skrining, prvenstveno za vazdušna putovanja. PETN je jedna od eksplozivnih hemikalija koje su tipično interesantne u toj oblasti i pripada porodici uobičajenih eksplozivnih hemikalija na bazi nitrata koje se često mogu otkriti istim testovima.
Jedan sistem detekcije koji se koristi na aerodromima uključuje analizu uzoraka brisa dobijenih od putnika i njihovog prtljaga. Skeneri za snimanje celog tela koji koriste radio-frekventne elektromagnetne talase, rendgenske zrake niskog intenziteta ili T-zrake teraherc frekvencije koji mogu da detektuju objekte skrivene ispod odeće nisu u širokoj upotrebi zbog cene, zabrinutosti zbog nastalih kašnjenja putnika i privatnost.
Obe parcele na parceli bombe teretnog aviona iz 2010. rendgenski su snimljene, a da bombe nisu primećene. Katar ervejz je saopštio da PETN bomba „ne može biti otkrivena rendgenskim pregledom ili obučenim psima tragačima“. Bundeskriminalamt je dobio kopije rendgenskih snimaka iz Dubaija, a istražitelj je rekao da nemačko osoblje takođe ne bi identifikovalo bombu. Nove bezbednosne procedure aerodroma su usledile u SAD, uglavnom radi zaštite od PETN-a.

## Medicinska upotreba
Kao nitroglicerin (gliceril trinitrat) i drugi nitrati, PETN se takođe koristi u medicini kao vazodilatator u lečenju srčanih oboljenja. Ovi lekovi deluju tako što oslobađaju signalni gas azot oksid u telu. Lek za srce Lentonitrat je skoro čist PETN.
Praćenje oralne upotrebe leka kod pacijenata vršeno je određivanjem nivoa u plazmi nekoliko njegovih produkata hidrolize, pentaeritritol dinitrata, pentaeritritol mononitrata i pentaeritritola, u plazmi primenom gasne hromatografije-masene spektrometrije.

## Literatura
- Clayden, Jonathan; Greeves, Nick; Warren, Stuart; Wothers, Peter (2001). Organic Chemistry (I изд.). Oxford University Press. ISBN 978-0-19-850346-0.
- Smith, Michael B.; March, Jerry (2007). Advanced Organic Chemistry: Reactions, Mechanisms, and Structure (6th изд.). New York: Wiley-Interscience. ISBN 0-471-72091-7.
- Katritzky A.R.; Pozharskii A.F. (2000). Handbook of Heterocyclic Chemistry (Second изд.). Academic Press. ISBN 0080429882.
- Cooper, Paul (1997). Explosives Engineering. Weinheim: Wiley-VCH. ISBN 978-0-471-18636-6.